# Rosa Arauzo
Rosa Arauzo Quintero, née à Madrid le 18 février 1945, est une militante des droits des femmes et des droits LGBT espagnole.

## Biographie

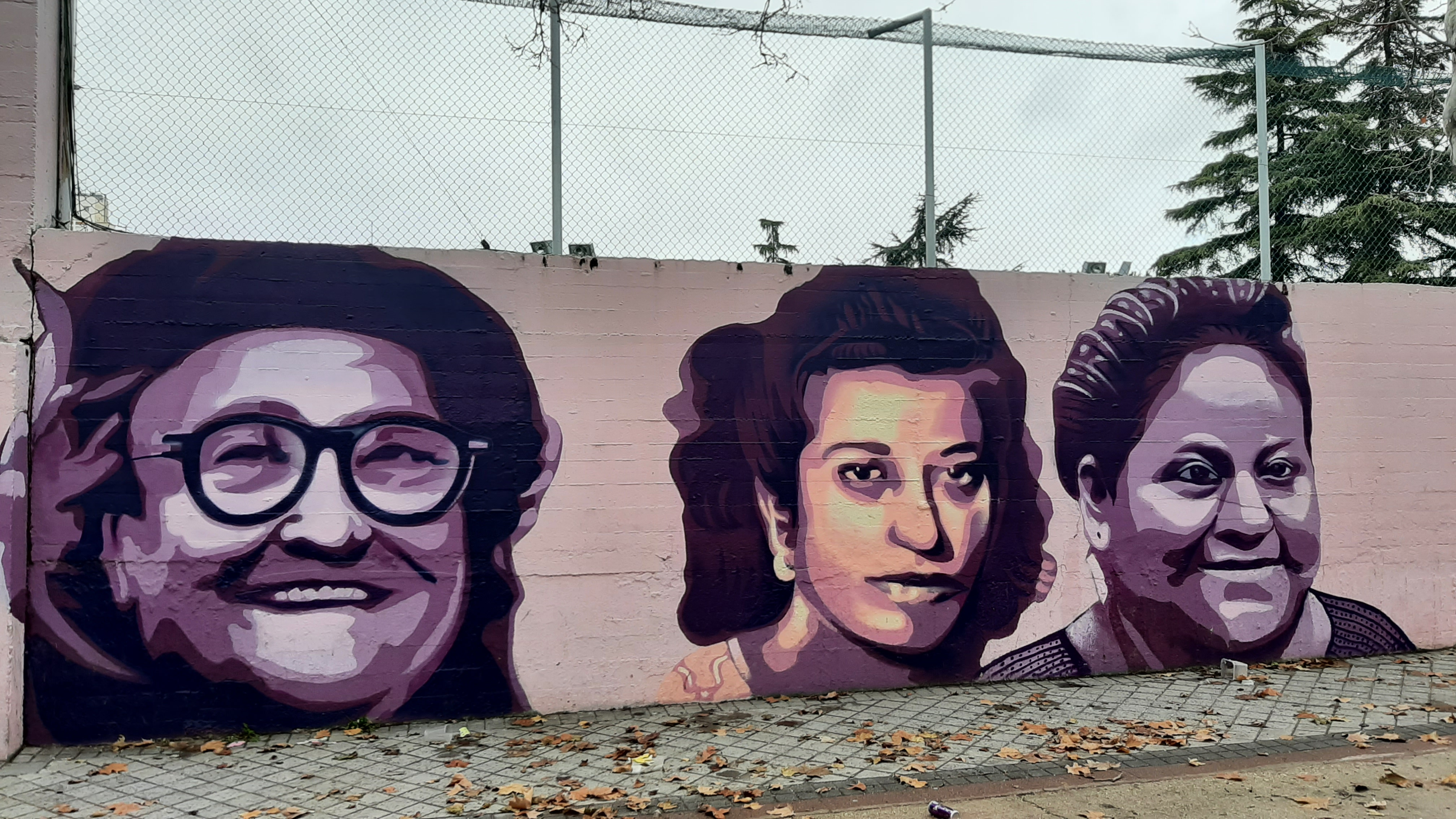
Peinture murale dans le quartier de La Concepción, à Madrid, représentant Rosa Arauzo avec les militantes Antònia Fontanillas Borràs et Rigoberta Menchú.

Rosa Arauzo débute son travail de militante dans les années 1970, à la fin de la dictature franquiste et aux débuts de la transition démocratique.
Elle est considérée comme l'une des voix importantes des droits des minorités en Europe.